# 춘천시의 행정 구역
춘천시의 행정 구역은 1읍 9면 15동으로 구성되어 있다. 춘천시의 면적은 1,116.35km2이며, 인구는 2015년 7월 31일을 기준으로 114,220 세대, 279,939명이다.

## 행정 구역
| 읍면동   | 한자     | 면적     | 세대    | 인구    | 법정동·리 |
| -------- | -------- | -------- | ------- | ------- | --- |
| 신북읍   | 新北邑   | 57.23    | 3,295   | 7,762   | 율문리(栗文里), 천전리(泉田里), 유포리(柳浦里), 산천리(山泉里), 발산리(鉢山里), 지내리(池內里), 용산리(龍山里)                                                     |
| 동면     | 東面     | 134.2    | 6,550   | 17,762  | 만천리(萬泉里), 장학리(獐鶴里), 감정리(甘井里), 지내리(枝內里), 월곡리(月谷里), 품안리(品安里), 품걸리(品傑里), 신이리(辛梨里), 상걸리(上傑里), 평촌리(坪村里)     |
| 동산면   | 東山面   | 80.81    | 696     | 1,493   | 조양리(朝陽里), 봉명리(鳳鳴里), 원창리(原昌里), 군자리(君子里) |
| 신동면   | 新東面   | 48.19    | 1,028   | 2,497   | 의암리(衣岩里), 팔미리(八味里), 혈동리(穴洞里), 증리(甑里), 정족리(鼎足里)                                                                                         |
| 남면     | 南面     | 73.2     | 633     | 1,124   | 관천리(冠川里), 박암리(博岩里), 가정리(柯亭里), 발산리(鉢山里), 후동리(後洞里), 추곡리(楸谷里), 한덕리(漢德里)                                                     |
| 서면     | 西面     | 141.64   | 1,939   | 4,027   | 현암리(玄岩里), 금산리(錦山里), 신매리(新梅里), 서상리(西上里), 오월리(悟月里), 월송리(月松里), 방동리(芳洞里), 덕두원리(德斗院里), 당림리(唐林里), 안보리(安保里) |
| 사북면   | 史北面   | 152.57   | 1,372   | 2,600   | 신포리(新浦里), 지촌리(芝村里), 오탄리(梧灘里), 가일리(佳日里), 원평리(圓坪里), 지암리(芝岩里), 고탄리(古呑里), 고성리(古城里), 송암리(松岩里), 인람리(仁嵐里)     |
| 북산면   | 北山面   | 214.98   | 565     | 918     | 내평리(內坪里), 청평리(淸平里), 부귀리(富貴里), 추곡리(楸谷里), 오항리(吾項里), 물로리(勿老里), 조교리(照橋里), 대동리(大同里), 대곡리(垈谷里), 추전리(楸田里)     |
| 동내면   | 東內面   | 36.62    | 6,182   | 15,360  | 거두리(擧頭里), 신촌리(新村里), 고은리(古隱里), 사암리(沙岩里), 학곡리(鶴谷里)                                                                                     |
| 남산면   | 南山面   | 124.11   | 1,906   | 3,754   | 산수리(山水里), 광판리(光坂里), 행촌리(杏村里), 수동리(壽洞里), 창촌리(倉村里), 방곡리(芳谷里), 강촌리(江村里), 서천리(西川里), 백양리(白楊里), 방하리(芳荷里)     |
| 교동     | 校洞     | 0.5      | 2,146   | 3,869   | 교동(校洞) |
| 조운동   | 朝雲洞   | 0.32     | 1,839   | 3,501   | 조양동(朝陽洞), 운교동(雲橋洞) |
| 약사명동 | 藥司明洞 | 0.52     | 1,895   | 4,112   | 약사동(藥司洞), 중앙로2가(中央路2街), 중앙로3가(中央路3街), 죽림동(竹林洞)                                                                                         |
| 근화동   | 槿花洞   | 9.59     | 3,446   | 7,604   | 근화동(槿花洞), 소양로1가(昭陽路1街), 중도동(中島洞) |
| 소양동   | 昭陽洞   | 1.26     | 4,862   | 11,402  | 옥천동(玉泉洞), 중앙로1가(中央路1街), 봉의동(鳳義洞), 요선동(要仙洞), 소양로2가(昭陽路2街), 소양로3가(昭陽路3街), 소양로4가(昭陽路4街), 낙원동(樂園洞)             |
| 후평1동  | 後坪1洞  | 1.86     | 5,952   | 12,911  | 후평동(後坪洞) |
| 후평2동  | 後坪2洞  | 0.67     | 5,243   | 13,461  | 후평동(後坪洞) |
| 후평3동  | 後坪3洞  | 1.21     | 8,237   | 20,337  | 후평동(後坪洞) |
| 효자1동  | 孝子1洞  | 0.65     | 2,127   | 5,198   | 효자동(孝子洞) |
| 효자2동  | 孝子2洞  | 1.16     | 6,278   | 11,793  | 효자동(孝子洞) |
| 효자3동  | 孝子3洞  | 0.85     | 2,443   | 4,809   | 효자동(孝子洞) |
| 석사동   | 碩士洞   | 4.08     | 15,183  | 39,580  | 석사동(碩士洞) |
| 퇴계동   | 退溪洞   | 4.13     | 16,706  | 44,988  | 퇴계동(退溪洞) |
| 강남동   | 江南洞   | 14.65    | 6,003   | 15,115  | 온의동(溫衣洞), 삼천동(三川洞), 칠전동(漆田洞), 송암동(松岩洞) |
| 신사우동 | 新司牛洞 | 11.62    | 7,694   | 21,339  | 신동(新洞), 사농동(司農洞), 우두동(牛頭洞) |
| 춘천시   | 春川市   | 1,163.35 | 114,220 | 279,939 | |

## 역사
- 1895년 6월 23일(음력 윤5월 1일) 춘천부 춘천군으로 개편하였다.[2]
- 1896년 8월 4일 강원도 춘천군으로 개편하였다.[3]
- 1906년 기린면을 인제군에 편입하였다.
- 1914년 4월 1일 12개 면으로 통폐합하였다.[4]

| 조선총독부령 제111호 |                | |
| 구 행정구역 | 신 행정구역    | 신 행정구역 |
| 춘천군 부내면(府內面) | 부내면         | 가연리(佳淵里), 대판리(大板里), 사창리(司倉里), 아동리(衙洞里), 약사리, 요선당리(要仙堂里), 전평리(前坪里), 허문리(許文里), 후평리 |
| 춘천군 동내면(東內面) | 부내면         | 거두리, 고은리, 사암리, 석사리, 신촌리, 학곡리                                                                                     |
| 춘천군 북중면(北中面) 장본리/산본리 일부/발산리 일부, 산본리 일부/천구리 일부/발산리 일부, 상유포리/문연리 일부/하유포리 일부, 율대리/문연리 일부/천구리 일부, 상천전리/하천전리/하유포리 일부 | 신북면         | 발산리, 산천리, 유포리, 율문리, 천전리                                                                                             |
| 춘천군 북내일작면(北內一作面) 마적리/옥산포리/우두중리 일부, 칠산리/한계리/동포리, 서원리/회동리/유점리, 우두하리/우두상리/우두중리 일부, 지내상리/지내중리/지내하리                           | 신북면         | 마산리(馬山里), 신동리(新銅里), 용산리, 우두리, 지내리                                                                             |
| 춘천군 북내이작면(北內二作面) 가일리, 고탄하리 일부/고탄상리 일부, 고탄상리 일부, 송암상리/송암하리, 인람리/고탄하리 일부                                                                      | 사북면         | 가일리, 고탄리, 고성리, 송암리, 인람리                                                                                             |
| 춘천군 사외면(史外面) 군량대리/서오지하촌리 일부, 탄감리/오리동리/(화천군 하서면) 서오지리 일부, 서오지하촌리 일부/서오지상촌리/서오지외촌리/(하서면) 서오지리 일부                            | 사북면         | 신포리, 오탄리, 지촌리 |
| 춘천군 사내면(史內面) 반암리/맹대리/내동리/검단리/(영평군 이동면) 도평리 일부, 명월리/실내리/졸대리 일부, 창리/졸대리 일부, 면대리/수밀리/경당리 일부, 신촌리/경당리 일부                      | 사내면         | 광덕리, 명월리, 사창리, 삼일리, 용담리                                                                                             |
| 춘천군 서상면(西上面) | 서상면         | 서상리, 신매리, 오월리, 원평리, 월송리, 지암리                                                                                     |
| 춘천군 서하일작면(西下一作面) 갈둔리/와빈리/금산리, 명월리/덕두원리/상방동리 일부, 하방동리/상방동리 일부, 상현암리/하현암리                                                                   | 서하면         | 금산리, 덕두원리, 방동리, 현암리                                                                                                   |
| 춘천군 서하이작면(西下二作面) 백일리/마당리, 고역촌리/안보리/율장리/탑동리 | 서하면         | 당림리, 안보리 |
| 춘천군 남부내면(南府內面) 농암리/강창리/마삼천리 일부/양지변리 일부/송현리 일부, 상칠전리/하칠전리/(남내일작면) 창천리, 하퇴계리/상퇴계리 일부/(부내면) 약사원리 일부                          | 신남면(新南面) | 삼천리, 칠전리, 퇴계리 |
| 춘천군 남내일작면(南內一作面) 별동리/천동리/양지변리 일부/송현리 일부/마삼천리 일부, 고청리/지품리/정족리/신암리                                                                               | 신남면(新南面) | 송암리, 정족리 |
| 춘천군 남내이작면(南內二作面) 증리, 팔미리, 혈동리, 마곡리/(남산외이작면) 방곡하리, 의암리 | 신남면(新南面) | 증리, 팔미리, 혈동리 |
| 춘천군 남내이작면(南內二作面) 증리, 팔미리, 혈동리, 마곡리/(남산외이작면) 방곡하리, 의암리 | 남산외이작면   | 강촌리, 의암리 |
| 춘천군 남산외이작면(南山外二作面) 하방곡상리, 방하리, 서사천상리, 서사천하리, 수동리, 하방곡리, 관천리, 박의암리                                                                               | 남산외이작면   | 방곡리, 방하리, 백양리, 서천리, 수동리, 창촌리                                                                                     |
| 춘천군 남산외이작면(南山外二作面) 하방곡상리, 방하리, 서사천상리, 서사천하리, 수동리, 하방곡리, 관천리, 박의암리                                                                               | 남산외일작면   | 관천리, 박암리 |
| 춘천군 남산외일작면(南山外一作面) | 남산외일작면   | 가정리, 발산리, 광판리, 추곡리, 통곡리, 한덕리, 행촌리, 후동리                                                                     |
| 춘천군 남산외일작면(南山外一作面) | 동산외이작면   | 군자리 |
| 춘천군 동산외이작면(東山外二作面) 상봉암리, 북방리, 원창리/(남내이작면) 구암리, 부사원리/하봉암리, 풍천리, 상걸리 일부, 신이동리, 평촌리/상걸리 일부                                           | 동산외이작면   | 봉명리, 북방리, 원창리, 조양리, 풍천리                                                                                             |
| 춘천군 동산외이작면(東山外二作面) 상봉암리, 북방리, 원창리/(남내이작면) 구암리, 부사원리/하봉암리, 풍천리, 상걸리 일부, 신이동리, 평촌리/상걸리 일부                                           | 동산외일작면   | 상걸리, 신이리, 평촌리 |
| 춘천군 동산외일작면(東山外一作面) 이십곡리, 만법리/상천곡리/하천곡리, 월곡리, 장항리/학곡리, 지내리, 판항리/미걸리/상품곡리 일부, 안현리/하품곡리/상품곡리 일부                                | 동산외일작면   | 감정리, 만천리, 월곡리, 장학리, 지내리, 품걸리, 품안리                                                                             |
| 춘천군 북산외면(北山外面) | 북산외면       | 내평리, 대곡리, 대동리, 물로리, 부귀리, 수산리, 오항리, 조교리, 청평리, 추곡리, 추전리                                             |
12면 - 부내면, 신북면, 사북면, 서하면, 신남면, 남산외일작면, 남산외이작면, 동산외일작면, 동산외이작면, 서상면, 사내면, 북산외면
- 1917년 10월 1일 부내면을 춘천면, 동내면으로 분면하고,[5] 남산외일작면은 남면으로, 남산외이작면은 남산면으로, 동산외일작면은 동면으로, 동산외이작면은 동산면으로, 북산외면을 북산면으로 각각 개칭하였다.[6] (13면)
- 1931년 4월 1일 춘천면을 춘천읍으로 승격하였다.[7] (1읍 12면)
- 1934년 서상면, 서하면을 서면으로, 남산면, 남면을 남면으로 합면하고, 남면 의암리를 신동면에 편입하였다. (1읍 10면)

| 구 행정구역                       | 신 행정구역 |
| --------------------------------- | ----------- |
| 서상면 일원 (원평리, 지암리 제외) | 서면        |
| 서하면 일원                       | 서면        |
| 서상면 원평리, 지암리             | 사북면 일부 |
| 남산면 일원                       | 남면        |
| 남면 일원 (의암리 제외)           | 남면        |
| 남면 의암리                       | 신동면 일부 |
- 1939년 10월 1일 신북면 일부 등을 춘천읍에 편입하고,[8] 신남면과 동내면을 신동면으로 합면하였다. (1읍 9면)

| 조선총독부령 제169호       |             |
| 구 행정구역                | 신 행정구역 |
| 신북면 우두리, 마산리      | 춘천읍 일부 |
| 동내면 석사리, 후평리      | 춘천읍 일부 |
| 신남면 퇴계리, 칠전리 일부 | 춘천읍 일부 |
- 1945년 8월 15일 사내면, 북산면 일부, 사북면 일부는 소군정의 관할에 두었다. (1읍 8면)
- 1946년 6월 1일 춘천읍을 춘천부로 승격하였다. 춘천군은 춘성군으로 개칭하였다.[9] (8면)

| 구 행정구역 | 신 행정구역                                                                                   |
| --- | --------------------------------------------------------------------------------------------- |
| 춘천읍 대성정(大成町)1·2정목, 본정(本町)1~3정목, 대화정(大和町)1·2정목, 화원정(花園町)1·2정목, 소양통1~4정목                                  | 춘천부 교동·운교동, 중앙로1~3가, 조양동·죽림동, 요선동·낙원동, 소양로1~4가                    |
| 춘천읍 봉의정, 단양정(丹陽町), 욱정(旭町), 상반정(常盤町), 퇴계정, 석사정, 우두정, 마산정(馬山町), 일출정(日出町), 수정(壽町), 영락정(永樂町) | 춘천부 봉의동, 옥천동, 약사동, 온의동, 퇴계동, 석사동, 우두동, 사농동, 후평동, 효자동, 근화동 |
- 1949년 8월 15일 춘천부를 춘천시로 개칭하였다.[10]
- 한국 전쟁 이후 군 전역을 수복하였다. (9면)
- 1954년 11월 17일 사내면을 화천군에 편입하였다.[11] (8면)
- 1964년 2월 1일 신동면 신촌출장소를 설치하였다.
- 1967년 12월 5일 남면 발산출장소를 설치하였다.
- 1973년 7월 1일 홍천군과의 행정구역 경계 조정이 있었다.

| 구 행정구역                   | 신 행정구역        |
| ----------------------------- | ------------------ |
| 신동면 삼천리, 송암리, 칠전리 | 춘천시 일부        |
| 신북면 신동리                 | 춘천시 일부        |
| 동산면 북방리                 | 홍천군 북방면 일부 |
| 동산면 풍천리                 | 홍천군 화촌면 일부 |
- 1989년 4월 1일 신동면 신촌출장소를 동내면으로, 남면 발산출장소를 남면으로 각각 승격 분리하고 기존 남면은 남산면으로 개칭하였다.[12] (10면)
- 1992년 2월 1일 춘성군의 명칭을 춘천군으로 환원하였다.[13]
- 1995년 1월 1일 춘천군 일원과 춘천시 일원을 관할로 도농복합형태의 춘천시가 설치되었다.[14]
- 1995년 3월 2일 신북면을 신북읍으로 승격하였다.[15] (1읍 9면)
- 1998년 10월 12일 5천미만의 동사무소를 통폐합했다. 이에 따라 중앙동, 소낙동, 소양동이 소양동으로, 근화동, 호반동이 근화동으로, 약사동, 죽림동이 약사명동으로, 온의동, 삼천동, 칠송동이 강남동으로, 사우동, 우두동, 사농동, 신동이 신사우동으로 통합되었으며, 동조례에 의거 서면 덕두원출장소, 사북면 용산출장소, 북산면 조교출장소가 폐지되었다.[16] (1읍 9면 15행정동)
- 2007년 3월 2일 통곡리(通谷里)를 산수리(山水里)로 변경[17]